# Монтефино
Монтефино (итал. Montefino) — коммуна в Италии, расположена в регионе Абруццо, подчиняется административному центру Терамо.
Население составляет 1184 человека, плотность населения составляет 66 чел./км². Занимает площадь 18 км². Почтовый индекс — 64030. Телефонный код — 0861.
Покровительницей коммуны почитается Пресвятая Богородица, празднование 16 июля.